# Jaroslav Balátě
Jaroslav Balátě (30. srpna 1931 Brno – 6. prosince 2012 Brno) byl český vědec v oboru informatiky a kybernetiky, se zaměřením na automatizaci energetických procesů.
Po absolvování Vysoké školy technické v Bratislavě v r. 1954 pracoval v brněnské Teplárně, kde získal cenné praktické poznatky pro svoji pozdější výzkumnou práci. Záhy se orientoval na pedagogickou a vědeckou činnost, nejprve na Vysokém učení technickém v Brně, později na Institutu informačních technologií Univerzity Tomáše Bati ve Zlíně.
Je autorem tří knih (nejznámější je „Automatické řízení“ vydané nakladatelstvím BEN technická literatura, Praha 2003) a jedenácti skript pro vysokoškolské studenty. Dále je autorem celé řady článků a přednášek – jen rejstřík "Informační systém výzkumu, experimentálního vývoje a inovací VaVaI" registruje na 200 jeho drobnějších prací.
Byl držitelem dvou patentů a zabýval se řešením celkem 28 výzkumných projektů. Působil jako koordinátor tří projektů 5. rámcového programu EU, byl členem mezinárodního komitétu DAAAM Internacional Viena (Dunajsko-adriatické asociace automatizace a měření ve Vídni) a prezidentem národní sekce této organizace.
Za svoje dílo obdržel několik ocenění, z nichž nejvýznamnější mu bylo uděleno v roce 1997 na 46. světové výstavě inovačního výzkumu a nových technologií v Bruselu, za vynález (patent č. 279253 – CZ) týkající se „Kvalitativně – kvantitativního dálkového řízení tepelného výkonu horkovodu při dodávkách tepla“. Na výstavě v bruselské hale Les Pyramides bylo při této příležitosti zveřejněno více než 1100 vynálezů ze 40 států světa a prof. Jaroslav Balátě zde obdržel za svůj patent "Zlatou medaili Brussels Eureka".
Prof. Jaroslav Balátě se kromě vědecké a pedagogické práce věnoval aktivně i sportovní činnosti. V mládí hrával hokej, později se věnoval tenisu a lyžování, což ho udrželo v dobré fyzické i duševní kondici, takže mohl působit jako pedagog na UTB ve Zlíně až do věku 80 let.

## Publikace
- Sbírka řešených příkladů z automatizace (4 vydání) SNTL Praha 1971, 252s.
- Technická kybernetika (3 vydání) SNTL Praha 1982, 280s.
- Vybrané statě z automatického řízení (3 vydání) UTB Zlín 1996, 359s.
- Regulace a automatizace tepelně energetických zařízení (3 vydání) SNTL Praha 1981, 346s.
- Technická měření (2 vydání) SNTL Praha 1967, 256s.
- Teorie automatického řízení III (2 vydání) VUT Brno 1985, 160s.
- Automatické řízení (2 vydání) BEN - technická literatura Praha 2003, 663s.
- Regulace a automatizace turbosoustrojí (1 vydání) VUT Brno 1988 346s.
- Prostředky automatického řízení (2 vydání) VUT Brno1989 442s.